# Chi La bố ma
Chi La bố ma (danh pháp khoa học: Apocynum) là một chi của khoảng 7 loài thực vật, chủ yếu sinh sống trong khu vực ôn đới Bắc bán cầu, nhưng lại hoàn toàn khong có mặt tại miền tây châu Âu.
Các loài trong chi Apocynum bị ấu trùng của một số loài trong bộ Cánh vẩy (Lepidoptera) phá hại, như Amphipyra tragopoginis.

## Các loài
- Apocynum androsaemifolium:
- Apocynum cannabinum: gai Anh điêng (Bắc Mỹ)
- Apocynum hendersonii: (Bắc Á)
- Apocynum pictum: bạch ma (Đông Á)
- Apocynum sibiricum: gai Siberi (Bắc Á)
- Apocynum venetum: la bố ma (Đông Âu, châu Á)

### Sử dụng
Apocynum cannabinum được sử dụng như là nguồn cấp sợi cho thổ dân châu Mỹ. Apocynum venetum (tiếng Trung: 羅布麻 - la bố ma) được sử dụng như là trà thảo dược ở Trung Quốc.
Trong y học vi lượng đồng cân, Apocynum được sử dụng để điều trị bệnh tiêu chảy mạn tính và chứng phù.

## Hình ảnh

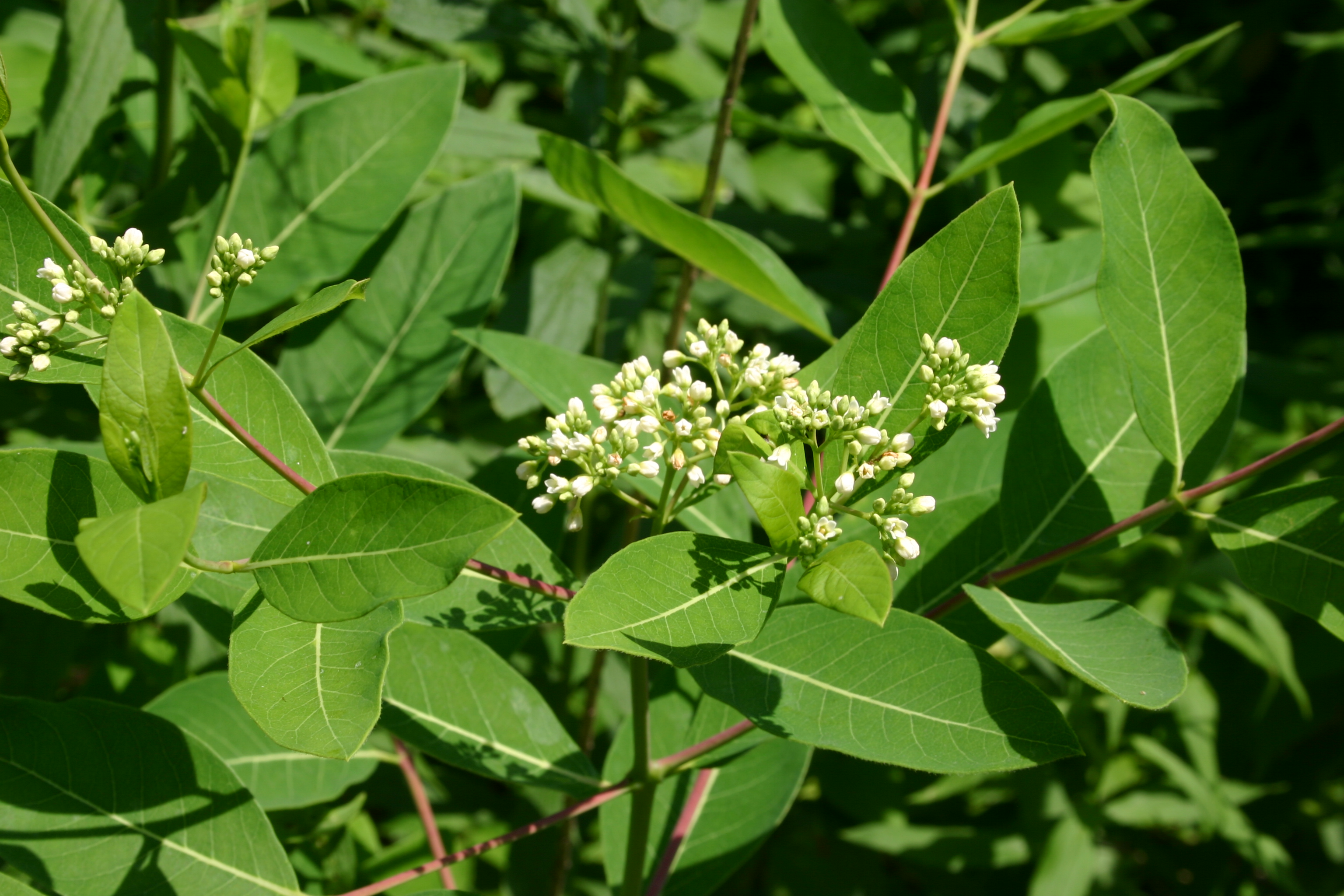
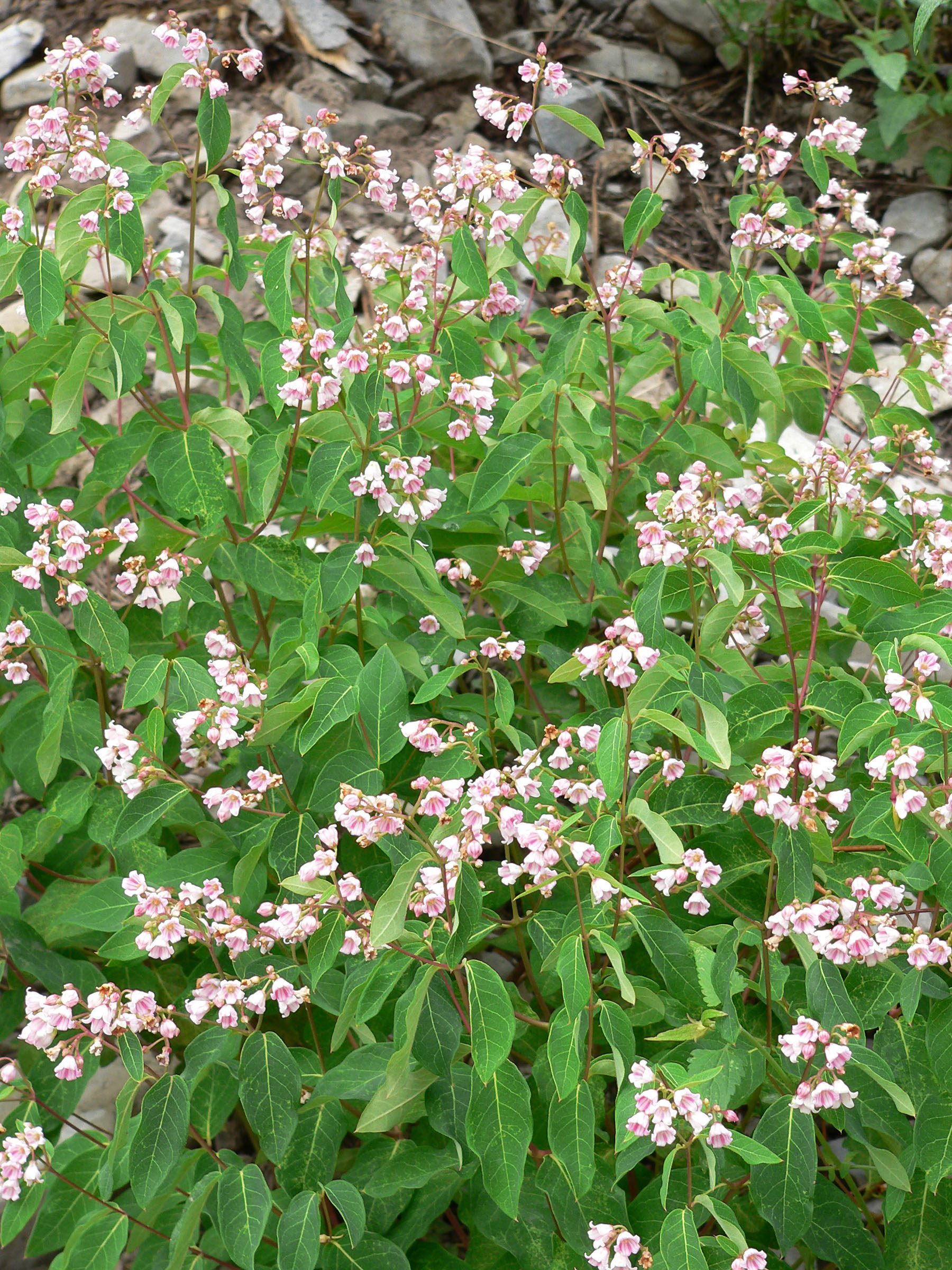
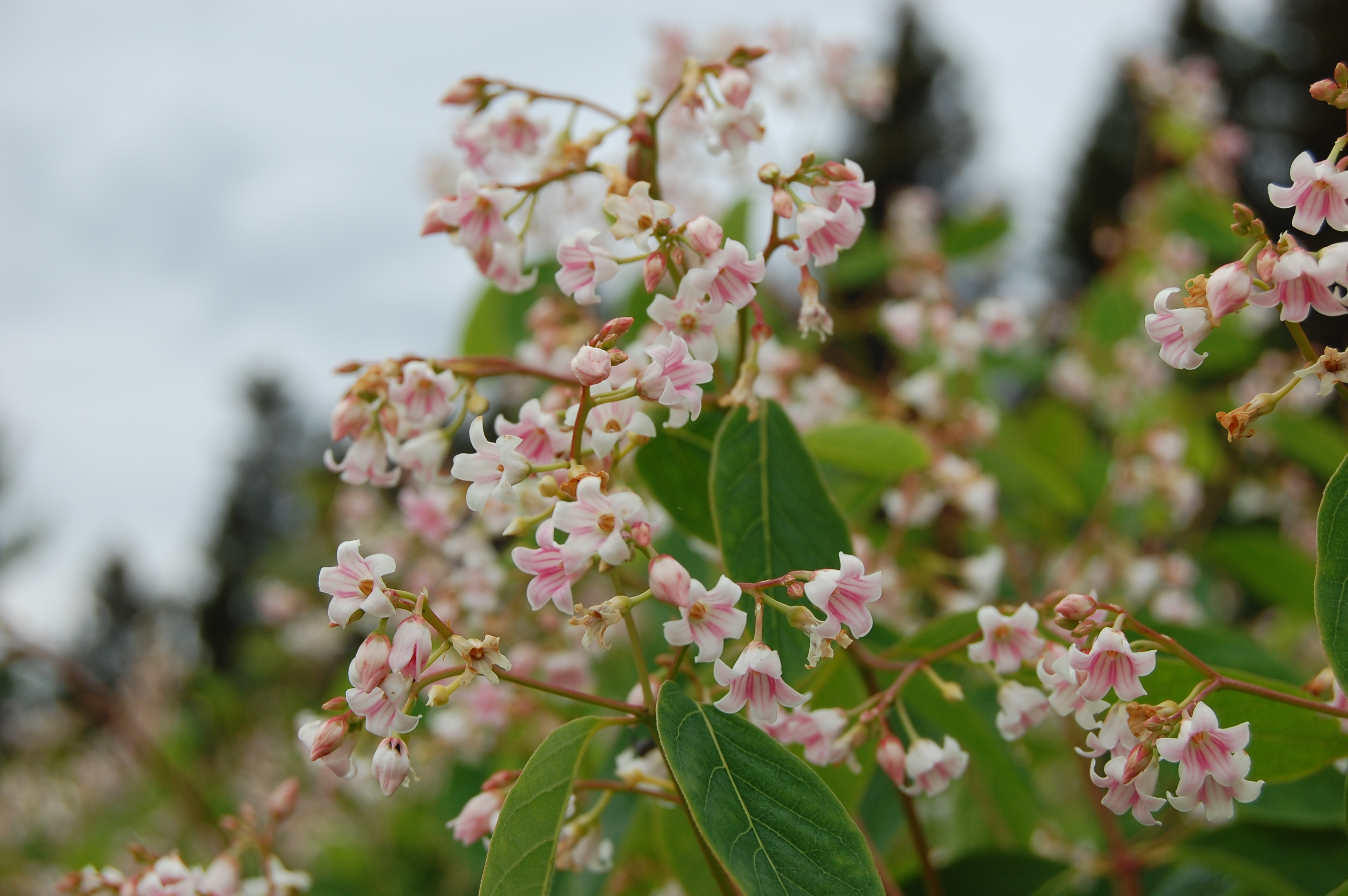